# St. Josef (Angeltürn)

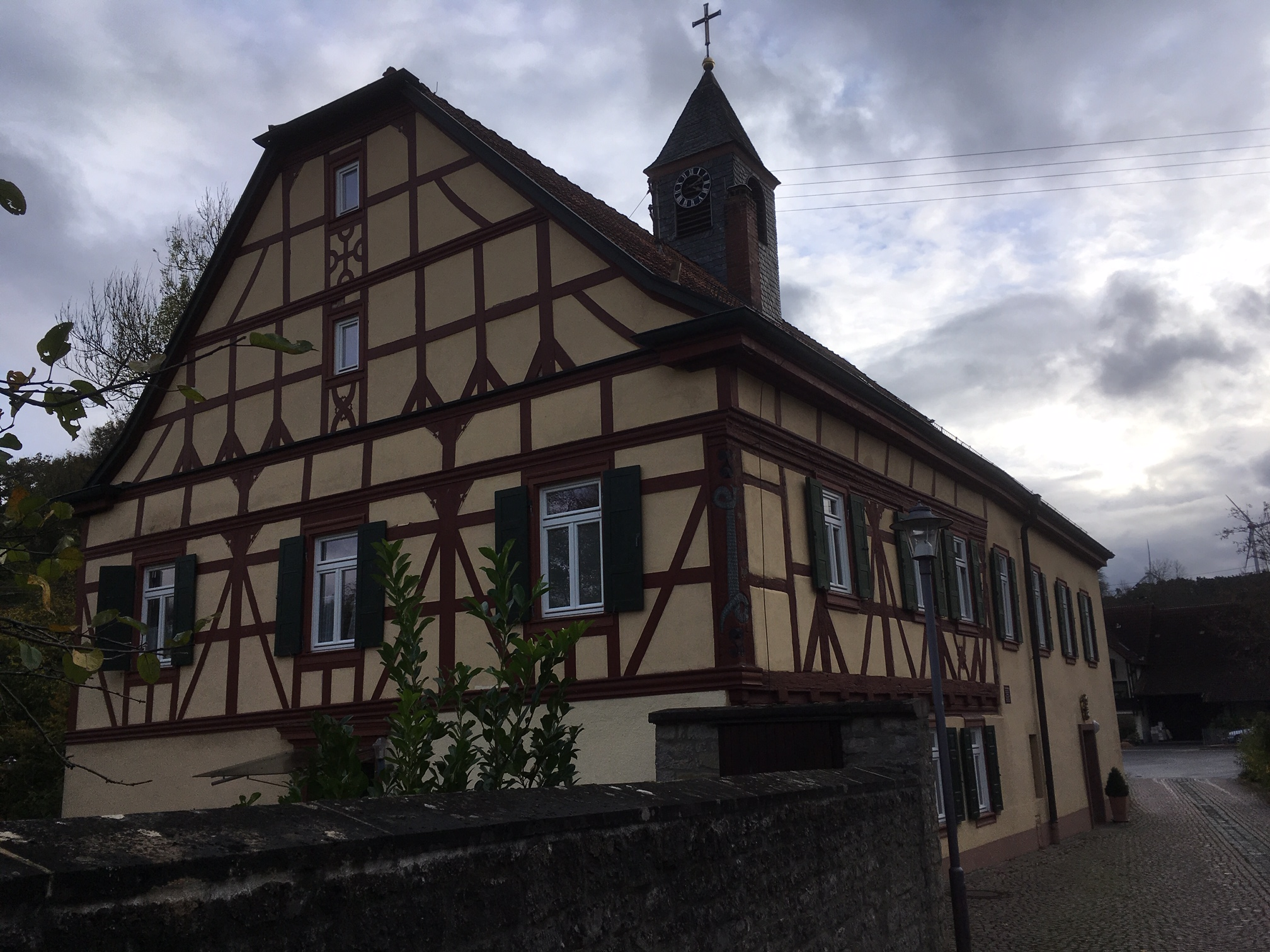
Außenansicht des Fickschen Schlosses mit der Kirche St. Josef

Die römisch-katholische Kirche St. Josef (auch Schlosskapelle) befindet sich als Oratorium im Fickschen Schloss (auch Dienheimsches Schloss) in Angeltürn bei Boxberg im Main-Tauber-Kreis. Sie wurde 1768 vom Grundherrn, dem Freiherr von Fick, für seine katholischen Untertanen errichtet.

## Lage
Die katholische Kirche befindet sich als Oratorium im Fickschen Schloss in der Steinstraße 4.

## Geschichte
Bis 1589 gehörte die Wehrkirche, die auf einer Anhöhe in Angeltürn steht, den Katholiken. Als Angeltürn 1589 an die von Dienheim kam, mussten die Einwohner den protestantischen Glauben ihres Herrn annehmen. Er vertrieb den katholischen Pfarrer und übergab die Kirche den Reformierten. Die Katholiken mussten von da an in die Kirche nach Boxberg gehen. 1768 bat der neue Besitzer von Angeltürn, der katholische Freiherr Joseph von Fick, beim Fürstbischof von Würzburg in seinem Schloss einen Kirchenraum für die Katholiken errichten zu dürfen. Unterstützt durch den Boxberger Pfarrer Franz Godefried Dötzel, der den Freiherren als religiösen und rechtschaffenen Mann schilderte, erhielt er schon einen Monat später die Erlaubnis hierzu mit dem Versprechen, dass die Kirche als Pfarrkirche anerkannt werden würde, wenn "ein geeigneter Altar mit altare portatile errichtet" und sie "mit allen nötigen Ornamenten und Paramenten ausgestattet" werde. Im Juli 1770 war der Bau beendet und im August desselben Jahres wurde die Kirche eingeweiht. Seitdem wurde in der im Untergeschoss des Schlosses eingerichteten Kapelle St. Josef katholischer Gottesdienst gefeiert.
Als mit Franz von Fick, der ebenso wie seine neun Geschwister kinderlos blieb, der letzte von Fick am 8. Juli 1879 verstarb, vermachte er seinen gesamten Besitz einer Stiftung der katholischen Kirche "zur Errichtung einer römisch-katholischen Pfarrei in Angeltürn." 1901 erteilten der Großherzog und der Erzbischof von Freiburg dazu die Genehmigung. Seitdem wird das Ficksche Schloss auch als Pfarrhaus genutzt. 1906 erhielt die Pfarrei ihren ersten Pfarrer, nachdem der letzte 1589 von Albrecht von Dienheim vertrieben worden war. Zur Pfarrei Angeltürn zählte nach dem Zweiten Weltkrieg noch Gräffingen. Die Kirche St. Josef gehört heute zur Seelsorgeeinheit Boxberg-Ahorn, die dem Dekanat Tauberbischofsheim des Erzbistums Freiburg zugeordnet ist.
Nachdem das Pfarrhaus einige Jahre an privat vermietet wurde bzw. leer stand, wohnen dort seit dem 1. April 2016 Schwestern des indischen St.-Anna-Ordens (Society of Sisters of St. Anne).

## Architektur und Ausstattung

### Außenbau
Das Ficksche Schloss besteht aus zwei Teilen: Der ältere Teil mit dem Holzfachwerk wurde im Jahre 1617 erbaut, dort befindet sich heute der Eingang zum Pfarrhaus. Der zweite Teil, in welchem sich die Kirche befindet, wurde von 1764 bis 1770 vom Freiherr von Fick erbaut.

### Innenraum

#### Glocken
Es befindet sich, mittig im Dach des Fickschen Schlosses in einem hölzernen Dachreiter mit Uhrenzifferblättern auf zwei Seiten, ein kleines zweistimmiges Geläut der Glockengießerei Friedrich Wilhelm Schilling aus Heidelberg.
| Nr. | Gießer                      | Gussjahr | Material | Ø (mm) | Gewicht (kg) | Nominal |
| --- | --------------------------- | -------- | -------- | ------ | ------------ | ------- |
| 1   | F. W. Schilling, Heidelberg | 1952     | Bronze   | 620    | 138          | d"+8    |
| 2   | F. W. Schilling, Heidelberg | 1967     | Bronze   | 525    | 97           | f"+10   |

## Seelsorger
Folgende Seelsorger waren seit 1906 in Angeltürn: Von 1906 bis 1921 Pfarrer Friedrich Walz, von 1921 bis 1930 Pfarrer Bernhard Kummer, von 1930 bis 1936 Pfarrer Markus Herkert, von 1936 bis 1944 Pfarrer Wilhelm Kuhn. Nach dem Tod von Pfarrer Kuhn wurde die Pfarrei bis 1954 von der Pfarrei Boxberg mitverwaltet. In das leerstehende Pfarrhaus zog schon 1944 der wegen Krankheit in den Ruhestand versetzte Karl Kloe. Er übernahm die Seelsorge als Pfarrverweser bis 1954. Danach wurde der Pfarrer in Berolzheim, Oskar Rudolf, mit der Verwaltung der Pfarrei Angeltürn beauftragt, der später von Pfarrer Pätzold abgelöst wurde. Zugleich zog Pfarrer Joseph Spie als Pensionär in das Pfarrhaus und wirkte als Pfarrverweser bis 1959. Im Jahre 1964 kam Pfarrer Erich Stadelhofer nach Angeltürn, um hier seinen Ruhesitz zu nehmen und übernahm ab 1967 die Pfarrei. Somit hatte Angeltürn nach 23 Jahren wieder einen eigenen Pfarrer. Nach dessen Tod im Jahre 1979 wurde die Verwaltung Pfarrer Leo Berberich aus dem Ahorner Ortsteil Eubigheim übertragen. 1984 übernahm die Pfarrei Boxberg wieder die Verwaltung. 1985 wurden dann Pfarrer Heinrich Grünewald aus Kupprichhausen als Verwalter der Pfarrei eingesetzt.